# KGB contre KGB
KGB contre KGB est le 105e roman de la série SAS, écrit par Gérard de Villiers et publié en 1992 aux éditions Gérard de Villiers. Comme tous les SAS parus au cours des années 1990, le roman a été édité lors de sa publication en France à 200 000 exemplaires. Une nouvelle publication a lieu en 2015 avec une page de couverture différente.
L'action se déroule courant septembre-octobre 1991 en Pologne, en Lituanie et en Union Soviétique (Kalilingrad et Moscou).
Malko Linge est chargé de rencontrer des agents du KGB qui veulent quitter l'Union soviétique en voie de dislocation et passer à l'ouest.

## Personnages principaux

### Américains et alliés
- Malko Linge : héros du roman, Autrichien, agent contractuel de la CIA.
- Chris Jones et Milton Brabeck : agents spéciaux de la CIA.
- James Pricewater : chef de l'antenne de la CIA à Moscou.

### Les Russes
- Igor Trifanov
- Katia Boudarenko
- Boris Glaser
- Vladimir Bazarnov
- Valeri Vlassov

### Autres personnages
- Piotr le Letton.

## Résumé

### Début du roman
Malko Linge enquête sur des officiers généraux du KGB qui, ayant été impliqués dans le coup d'État des 19-21 août 1991 contre Mikhaïl Gorbatchev, sont maintenant pourchassés par des agents de Gorbatchev. Une solution pour eux : demander l'asile auprès de la CIA et monnayer chèrement des informations qu'ils détiennent avec la Centrale américaine. À Varsovie, le premier officier à être exécuté par les gorbatcheviens est le colonel Igor Trifanov. Le meurtrier est Piotr le Letton, dirigé par la belle et dangereuse Katia Boudarenko. 

### Aventures
Malko commence son enquête en allant à Vilnius, capitale de la Lituanie. Il doit y rencontrer Boris Glaser, no 2 du KGB dans la République. Quand il veut le rencontrer, il apprend qu'il vient de se « suicider » ! Par la suite, alors qu'il s'apprête à prendre l'avion pour retourner chez lui à Liezen, un inconnu remet à Malko un mot manuscrit l'invitant à aller visiter le château de Trakai. 
Il s'agit d'un mystérieux officier général qui lui offre de lui remettre, moyennant rétribution avantageuse, une copie sur bande magnétique des discussions entre Gorbatchev et le chef de sa sécurité personnelle lors des quelques jours critiques du coup d'État. Sur ces bandes, on y apprendrait que le chef d'État soviétique était au courant des intentions des conjurés et qu'il menait double jeu. 
S'ensuit alors un « jeu du chat et de la souris » entre Malko (aidé par ses deux agents Chris Jones et Milton Brabeck), Katia Boudarenko (aidée par son Groupe Alpha), de mystérieux agents soviétiques, un mafieux ouzbek, des transfuges potentiels, des membres de leurs familles respectives, le général Vladimir Bazarnov (détenteur des bandes magnétiques), le général Valeri Vlassov, sur fond de scènes sexuelles torrides, de tortures pour faire parler les gens et de courses-poursuite, le tout entre la Pologne, Vilnius en Lituanie (où se déroule la plus grande partie de l'action du roman), Kaliningrad et enfin brièvement Moscou. 

### Fin du roman
Après de nombreuses péripéties et la mort de Katia Boudarenko, tuée par Malko en état de légitime défense, Malko parvient enfin à mettre la main sur ces bandes magnétiques tant recherchées, qu'il remet immédiatement au chef de poste de la CIA, James Pricewater. 
Dans les dernières pages du roman, Malko découvre avec stupéfaction, d'une part que pour des motifs politiques liés à la bonne entente entre les États-Unis et Gorbatchev, les bandes magnétiques sont restituées intactes au président soviétique, et d'autre part que Katia Boudarenko travaillait sans doute, non pas pour le « KGB communiste » ni pour le « KGB gorbatchevien », mais pour Boris Eltsine !

## Autour du roman
Le personnage de Piotr peut être un clin d'œil au roman Pietr-le-Letton (1931) de Georges Simenon, premier roman mettant en scène le commissaire Maigret. Gérard de Villiers utilisera le même prénom accolé à la même nationalité dans le roman La Vengeance du Kremlin en 2013.